# کبوترهای بال‌برنزه
کبوترهای بال‌برنزه (نام علمی: Henicophaps) نام یک سرده از تیره کبوتر است.

## گونه‌ها
- کبوتر بال‌برنزه گینه نو (Henicophaps albifrons)
- کبوتر بال‌برنزه نیو بریتن (Henicophaps foersteri)